# Cerapterocerus augustus
Cerapterocerus augustus är en stekelart som beskrevs av Hayat 2003. Cerapterocerus augustus ingår i släktet Cerapterocerus och familjen sköldlussteklar. Inga underarter finns listade i Catalogue of Life.